# Hình tượng lợn rừng trong nghệ thuật

Một con lợn rừng trên huy hiệu của Eberbach, Đức (thiết kế năm 1976)

Hình tượng con lợn rừng được thể hiện rõ nét trong nghệ thuật từ thời cổ đại cho đến thời Trung đại và Cận đại, đặc biệt là ở những nền nghệ thuật phương Tây (châu Âu), những con lợn lòi (lợn đực/heo nọc) là một thành tố được thể hiện trong huy hiệu học (Boars in heraldry), chúng xuất hiện trên các huy hiệu chính thức của một số quốc gia, vùng lãnh thổ, đơn vị hành chính ở khắp châu Âu và là biểu tượng của đơn vị này.

## Lịch sử

### Phương Đông

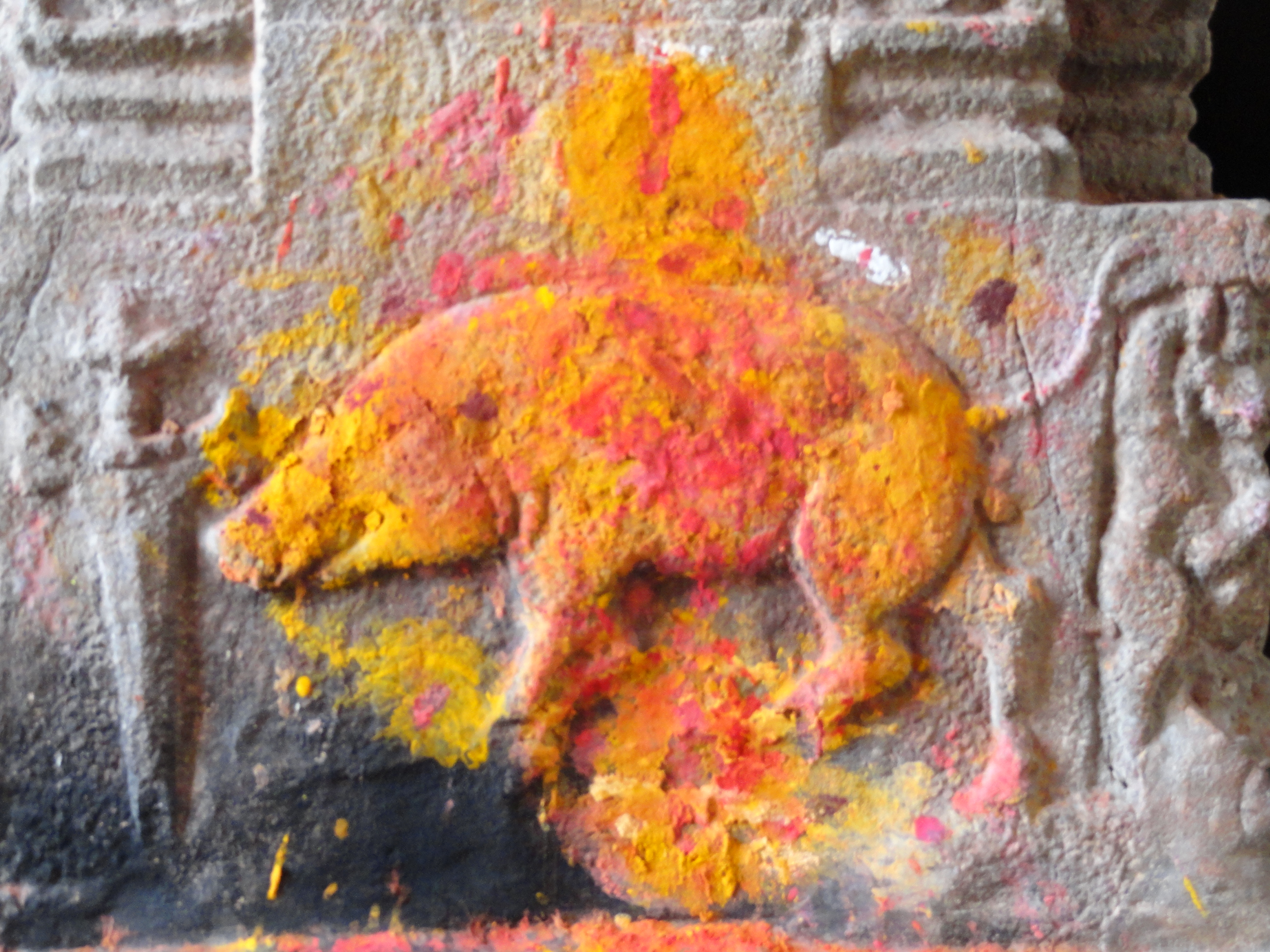
Phù điêu lợn rừng trong biểu tượng của đế chế Vijayanagar ở Ấn Độ

Hình tượng lợn nói chung và lợn rừng cũng được xuất hiện ở Ai Cập cổ đại, những bằng chứng khảo cổ cho thấy một bức tượng nhỏ về một con lợn mẹ cho con bú, gốm men xanh thế kỷ 7-6 trước công nguyên. Một bức phù điêu đá cạnh cửa của ngôi nhà mồ Kagemni thuộc Ai Cập cổ đại diển tả một cảnh chăm sóc lợn thời xưa. Một người chăn heo mớm sữa cho con lợn nhỏ bằng miệng của mình với sự tiếp sữa từ bình của người đầy tớ. Trong lịch sử Ai Cập cổ, lợn tượng trưng cho giông bão và gắn liền với thần Seth, anh em tội lỗi của thần Osiris. Trong thời gian việc thờ cúng thần Osiris thịnh hành, các Pharaoth cấm người dân ăn thịt lợn. Nhưng về sau, dưới triều đại của Pha-ra-ông Seti (được coi là con cháu của thần Seth) và Ramses, lệnh cấm được dỡ bỏ.
Ở Ấn Độ, một quốc gia đa thần giáo, có sự ảnh hưởng của tín ngưỡng thờ động vật với rất nhiều vị thần có nguồn gốc từ động vật thì khong khó để có Varahi, nữ thần thân người đầu lợn là một trong những vị thần linh thiêng đối với những người theo đạo Hindu. Theo truyền thống ăn chay, các tín đồ của đạo này không ăn thịt lợn cũng như thịt của các động vật khác. Tại Ấn Độ, kiếp thứ 3 trong 10 kiếp của thần Vishnu là một con heo rừng khổng lồ, nó là avatâra (hoá thân) của vị thần này. Với hình dáng của ravâha (heo rừng), thần Vishnu đã đánh nhau với quỷ dữ Hiranyaksa để cứu trái đất bằng cách ủi sâu vào đáy biển đưa đất lên.
Hình ảnh con heo rừng được vẽ và tạc khắc trong các đền thờ đạo Hinđu chính là để tưởng nhớ đến thần Vishnu rồi như tượng thần Vishnu trong hoá thân của heo rừng, tranh tasser (vẽ trên lụa) về hóa thân Varâha của thần Vishnu, Raghurajpur, Orissa. Tượng thần Vishnu đang nâng Bhu Devi trên cánh tay sau khi đã đạp rắn dưới chân mình, Đền Durga, Aihole. Tại Nêpan cũng có thờ các tượng đá hóa thân của thần Vishnu như tượng đá Vahara, hóa thần của thần Vishnu (thế kỷ 7) tại Dlumvarahi, Nêpan. Heo rừng đứng là một tượng nhỏ bằng đồng của thời kỳ Đông Java, Inđônêxia thế kỷ thứ 14 là bản sao một tác phẩm bằng đất nung đảo Java, thời kỳ Majapahit, thế kỷ 15, Bảo tàng Metropolitan. 

### Phương Tây
Các nền văn hóa khác nhau trên thế giới đều thể hiện con heo trong không gian mỹ thuật của mình. Những người tiền sử đã vẽ trong hang động Altamira phía bắc Tây Ban Nha những con heo rừng. Nghệ thuật Hang Động của Tây Ban Nha vẽ hình ảnh những con lợn rừng hung dữ trong nhiều động thái như cảnh giác, nuôi con, chống cự, tấn công. Lợn rừng, chạm nổi trên đá cách đây 17000 năm còn được lưu tại Bảo tàng Cổ vật quốc gia Pháp. Với người Ireland, lợn là con vật linh thiêng và đáng được tôn thờ. Bên cạnh những câu chuyện về phù thủy, những truyền thuyết về lợn chiếm một phần đáng kể trong kho tàng văn học của người Ireland, ở Ireland có nhiều nơi được những cái tên liên quan tới loài lợn, trong số đó là Mucinis, nghĩa là đảo lợn.

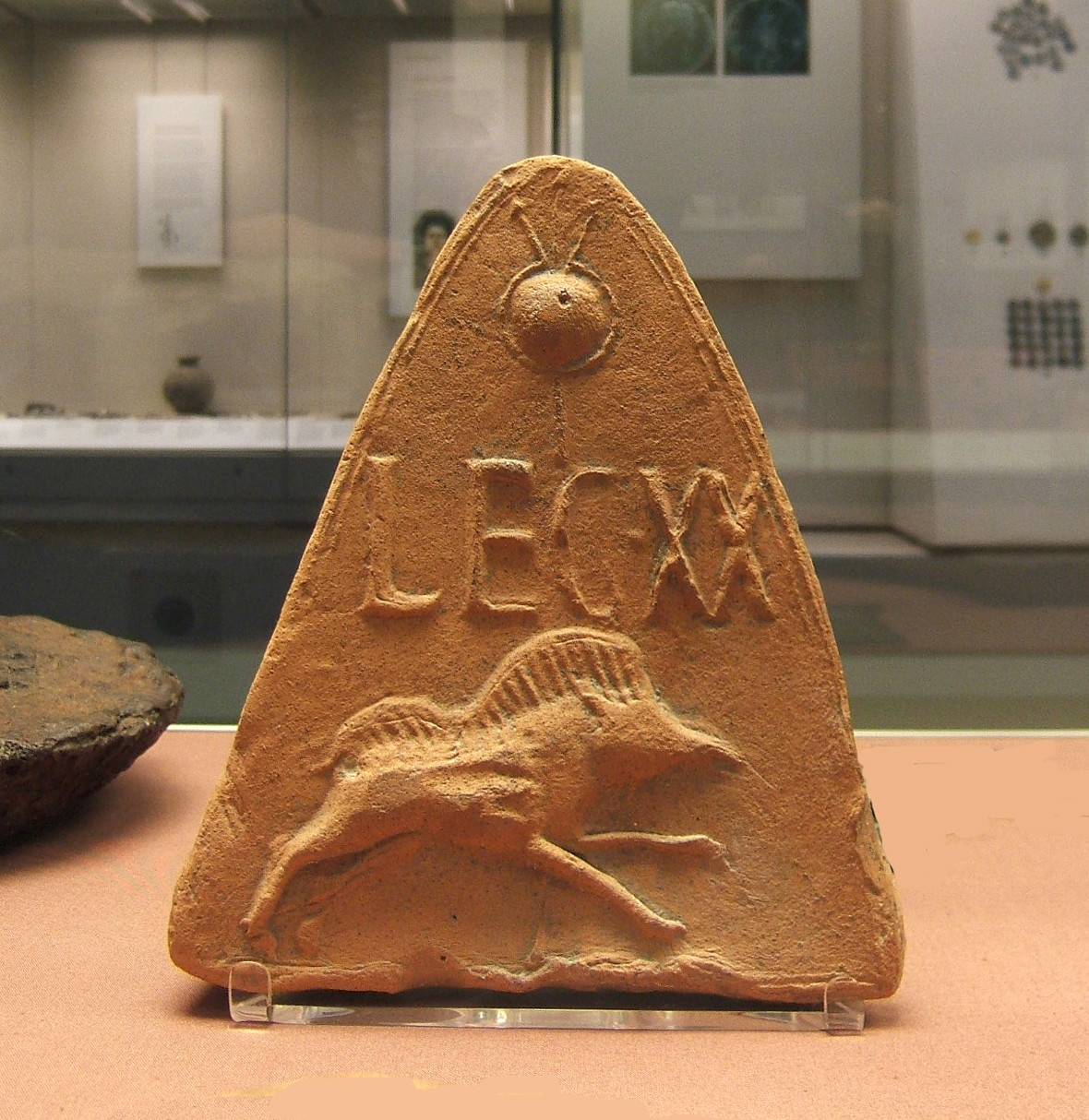
Biểu tượng lợn rừng từ thời La Mã cổ đại

Truyền thuyết Hy Lạp cổ đại kể rằng lợn là con vật yêu thích của Demeter là nữ thần cai quản mùa màng và việc đồng áng ở hạ giới, là vị thần linh thiêng nhất đối với người Hy Lạp. Ngay từ thời cổ đại, người ta đã dùng lợn để hiến tế nữ thần này. Sự chuyển hóa ma thuật biến con người thành lợn xuất hiện trong nhiều câu chuyện thần thoại, chẳng hạn trong thiên sử thi Odysseus của Homer. Trong câu chuyện này, đoàn thủy thủ của con tàu anh hùng bị nữ thần Circe biến thành lợn. Thời Hy Lạp cổ đại, con heo được gắn với thần Circé, vị nữ thần này hóa những người đàn ông thành heo hoặc chó theo bản tính của họ. Trong trường ca Odysseus, Ulysses đã cứu những người bạn của mình bằng cách khống chế Circe với sự giúp đỡ của thần Hermes.
Câu chuyện đó thể hiện nhiều trong các đồ vật thời Hy Lạp cổ đại, trên một chiếc bình gốm phong cách hình đỏ năm 440 trước công nguyên diễn tả cảnh Odysseus hăm dọa Circe, phía sau Odysseus là người bạn thủy thủ đã biến thành heo. Trên một chiếc bình hai quai trang trí theo phong cách động vật Corinth buổi đầu, 625-600 trước CN, Hy Lạp, trang trí bằng các con vật, trong đó có con heo rừng đặt ở vị trí cao nhất. Những chiếc vại của Hy Lạp cổ dùng trong các buổi tiệc tùng thường có hình đầu các con vật, hoặc người, chiếc vại đầu heo phong cách hình đen Aten kiểu Rhytons. Trên một cái bình cổ của Hy Lạp có trang trí hình Hercules và con lợn Erymanthian, trong hình Herculles đang dốc ngược con heo thần thoại trên vai mình để đặt xuống Eurystheus, vị vua này đang run sợ trốn trong một chiếc bình lớn bằng đồng.
Còn có một truyền thuyết khác trong thần thoại Hy Lạp về nữ thần sắc đẹp Aphrodite (Venus) và thần Ái tình Adonis đã giết heo rừng, tranh ghép mảnh (mosaic) Andonis và heo rừng của La Mã cổ đại, Bảo tàng Antakya, Thổ Nhĩ Kỳ. Alexandre Đại đế săn heo rừng, đồ trang sức bằng đá mã não thuộc La Mã cổ đại, thế kỷ 1 sau CN. Lợn được coi là con vật linh thiêng đối với Diana, một trong những nữ thần nhiều quyền năng nhất trong thần thoại La Mã. Người dân thành Rome được khuyên không nên ăn thịt lợn, sau đó, khi Cơ đốc giáo xuất hiện, tín đồ của đạo này cũng được khuyên tương tự.
Ở xứ Gaul tại Châu Âu, hình tượng con heo rừng được dùng làm biểu tượng cho sự độc lập, nó được hiện diện trên các đồng tiền cổ và các lá cờ lệnh được chạm khắc trên Khải hoàn môn Oranger. Đồng tiền vàng Stater ở xứ Celtic Gaul, thời kỳ Coriosolites được trang trí hình đầu người mặt phải và hình kỵ sĩ cưỡi ngựa và heo rừng mặt trái. Tòa lâu đài Hoàng gia Amboise được xây dựng trên sườn núi giữa sông Loire và sông Amasse, nước Pháp. Dưới các dải trang trí, vòm mái nhọn mang phong cách gothich của tòa lâu đài xây từ thế kỷ 13 này là các máng xối bằng đá với hình thù kì dị gây sửng sốt. Phần đầu của máng xối được đẽo gọt trang trí bằng hình ảnh các con vật huyền thoại, gia súc và hình người. Trong các máng xối này có hình con heo nhô nửa thân trước ra khỏi gờ nóc của tòa lâu đài. Cũng vẫn máng xối kiểu gothich, trên nóc nhà thờ Đức bà ở Epine là hình ảnh con heo nái chơi đàn lia.

### Trung cận đại

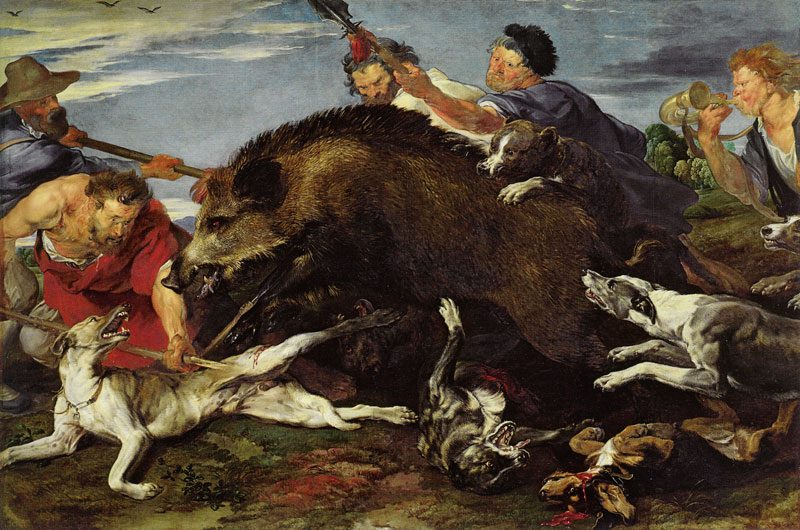
Họa phẩm về săn lợn rừng ở châu Âu

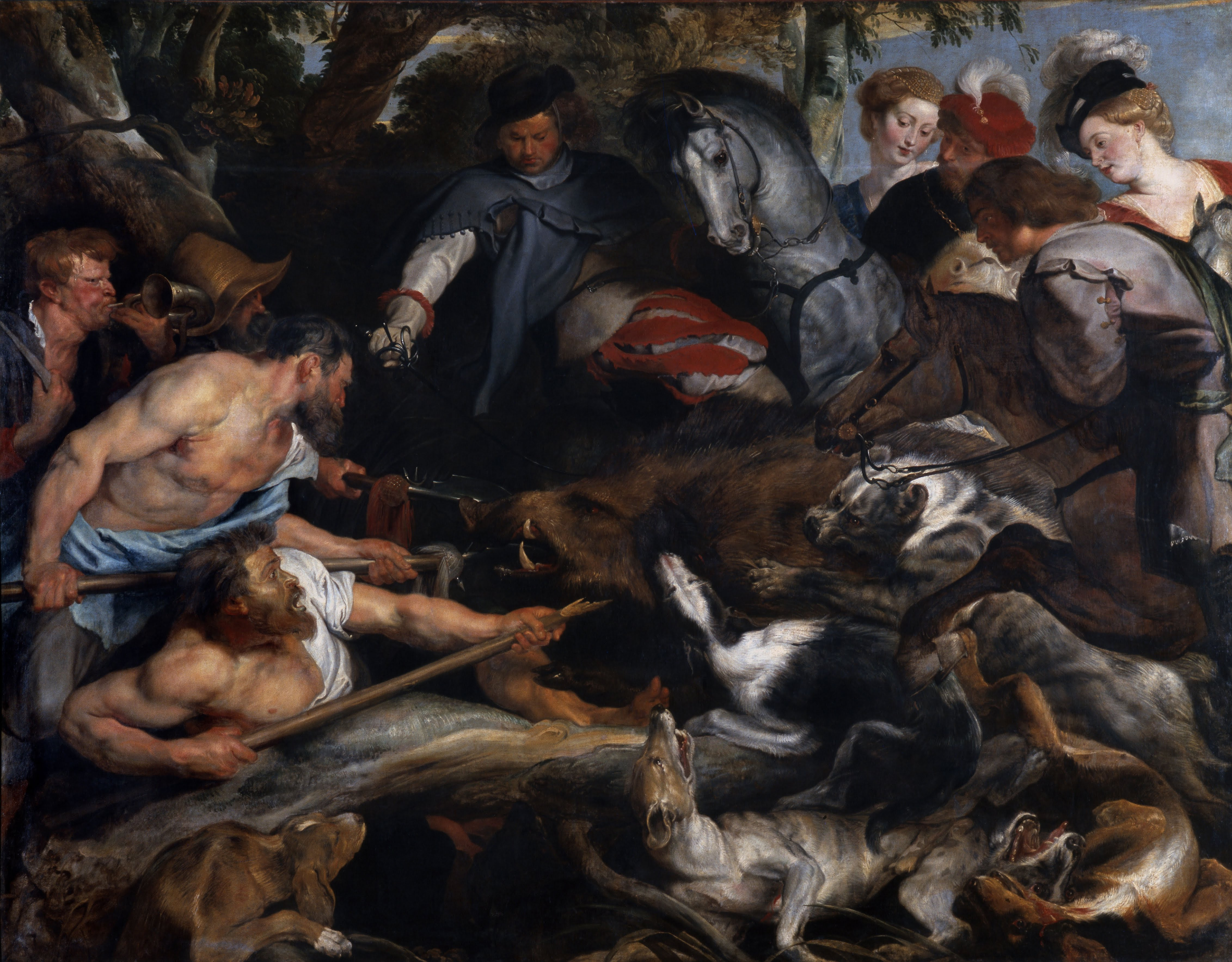
Họa phẩm săn lợn rừng của danh sĩ Peter Paul Rubens

Săn lợn rừng là một đề tài được ưa chuộng vì nó thể hiện được lòng dũng cảm của người thợ săn, một cái thắt lưng sang trọng Săn heo rừng của nền Văn hóa Sakae, được làm bằng vàng, thủy tinh cô-ban, đá, thế kỷ 5-4 trước CN đã thể hiện rõ chủ đề này. Tranh Cuộc săn heo rừng của danh họa Peter Paul Rubens vẽ năm 1618-1620, sơn dầu trên gỗ. Tranh diễn tả sinh động cảnh chó săn săn heo rừng bằng bút pháp phóng khoáng của ông. Bức tranh của Rubens có một bản sao đặc biệt, đó chính là bức tranh chép lại của Delacroix vào năm 1839, tuy là bản sao nhưng nó cũng nổi tiếng không kém gì bản chính và hiện đang treo tại New Pinacolthek của Munich, Đức.
Nhiều họa sĩ châu Âu cũng vẽ về huyền thoại Circe. Tranh khắc kẽm Circe trả tự do cho thủy thủ đoàn của Odysseus của Theodor van Thulden (1606-1669). John William Waterhouse một họa sĩ người Anh, là một người hay vẽ các đề tài huyền thoại. Ông vẽ hai bức tranh về Cice, trong đó có bức Cice tặng cúp cho Odysseus, vẽ Cicer ngồi trên ngai, và bên chân nàng là các nạn nhân đã hóa thành heo. Một bức tranh khác Circe và các người bạn của Ulysses của Briton Riviere lại vẽ hình tượng chính là đàn heo đang quy phục nàng Circe.
Trong một bức tranh đề tài tôn giáo của họa sĩ vùng Siena vào thế kỷ 15, Sano di Pietro có vẽ sự tích thánh Blaise, khi Con sói mang con heo về cho một người nghèo. Nghệ thuật minh họa sách bắt đầu thịnh hành ở Pháp vào thế kỷ 15, với đỉnh cao là ba anh em nhà Limboura, Pol, Herman và Jean. Cuốn sách viết tay Kinh giờ rất phong phú mà anh em họ trình bày là một trong những tác phẩm sách viết tay theo phong cách gothich quốc tế hoàn hảo, đẹp nhất; trong cuốn sách này các tháng được minh họa nguyên trang bằng những bức tiểu họa và trang Tháng mười một vẽ cảnh người nông dân đang chăn heo trên sườn đồi.
Một họa sĩ vẽ động vật nổi tiếng người Anh, Edwin Henry Landsser đã vẽ nhiều bức tranh minh họa về heo khắc kẽm với độ chính xác về mặt sinh học và tính nghệ thuật. Thịt heo là một thực phẩm ngon lành nên có nhiều tranh thể hiện sự sung túc qua sự diễn tả những súc thịt tươi rói. Tranh Mổ heo của Isaak van Ostade, một họa sĩ thế kỷ 17 theo trường phái Baroque Hà Lan có một không khí phảng phất bút pháp của Rembrandt. Tại Châu Mỹ, hình tượng con heo cũng rất phổ biến trong ẩm thực, đời sống hàng ngày và nghệ thuật. Ở Mêhicô người ta hay dùng một cái cối để giã gia vị, ngũ cốc theo truyền thống có hình con heo, nó được gọi là molcajete heo, nó thường được làm bằng đá badan hay nham thạch.
Dùng hình ảnh con heo để ám chỉ những cái gì xấu xa, trong các bức tranh biếm họa mang tính cách mạng của Honoré Daumier đã vẽ vua Louis Philippe thành một con heo. Một con heo ngu dốt được bao bọc bởi những kẻ xu nịnh, tranh in đá của tạp chí La Caricature. Richard Doyle (1824-1883) là họa sĩ minh họa sách và vẽ biếm họa có niều tác phẩm vẽ về thiếu nhi hay minh họa Bắt heo được bôi mỡ, tranh khắc gỗ của ông tả lại một trò chơi có tính hài hước của thế kỷ 19. Một tấm thiệp vui được phát hành ở Áo vào năm 1903 có tựa là Thiệp năm mới với heo và họa sĩ, chất liệu in đá nhiều màu theo phong cách Art Nouveau. Trong đó con heo to lớn đang được tô điểm bởi một anh họa sĩ lùn ngộ nghĩnh.
Cùng với thời gian, hình tượng con heo trong mỹ thuật được nhiều người vẽ nặn hơn với những tác phẩm như Tranh Quí bà heo (Lady Pig), Tượng Heo của Teodors Zalkalns (Bảo tàng Mỹ thuật quốc gia Latvia) làm năm 1937. Tượng Heo tốt của Mogens Bogglid (Đan Mạch) tại cuộc Triển lãm Tái hiện điêu khắc 1950 tại Riga (2004). Bức tranh Đàn heo xông tới của Leonora Carrington, họa sĩ Mehicô vẽ năm 1960 là một tác phẩm được đánh giá cao. Một bản vẽ hình mang tên Con heo nhỏ của Picasso, ngộ nghĩnh với nét phóng khoáng gần như những con bò tót. Tranh Hào quang của chú heo do Stan Rice một nhà thơ và họa sĩ sống ở San Francisco mang lại một hình ảnh thi vị về heo.

## Trên huy hiệu
Hình tượng con lợn rừng xuất hiện trên các huy hiệu ở châu Âu bắt đầu từ thời sơ kỳ Trung Cổ trong những kiểu huy hiệu cổ điển của châu Âu. Sau đó vào thời hậu kỳ Trung Cổ, một con lợn rừng trắng là gia huy của Richard III của Anh, nó cũng xuat hiện trên huy hiệu của Đế chế Stefan Dušan (1331–1355), rồi xuất hiện ở một loat nước Đông Âu như Serbia, rồi Bohemia ở Đức vào thế kỷ thứ 14. Ở Tây Ban Nha, lợn rừng xuất hiện trên Gia huy của các dòng họ như Garmendia, Urraga, Urrutia, Urieta và Urmeneta, rồi xuất hiện trên các tòa tháp ở Anh, Đức, Ý.

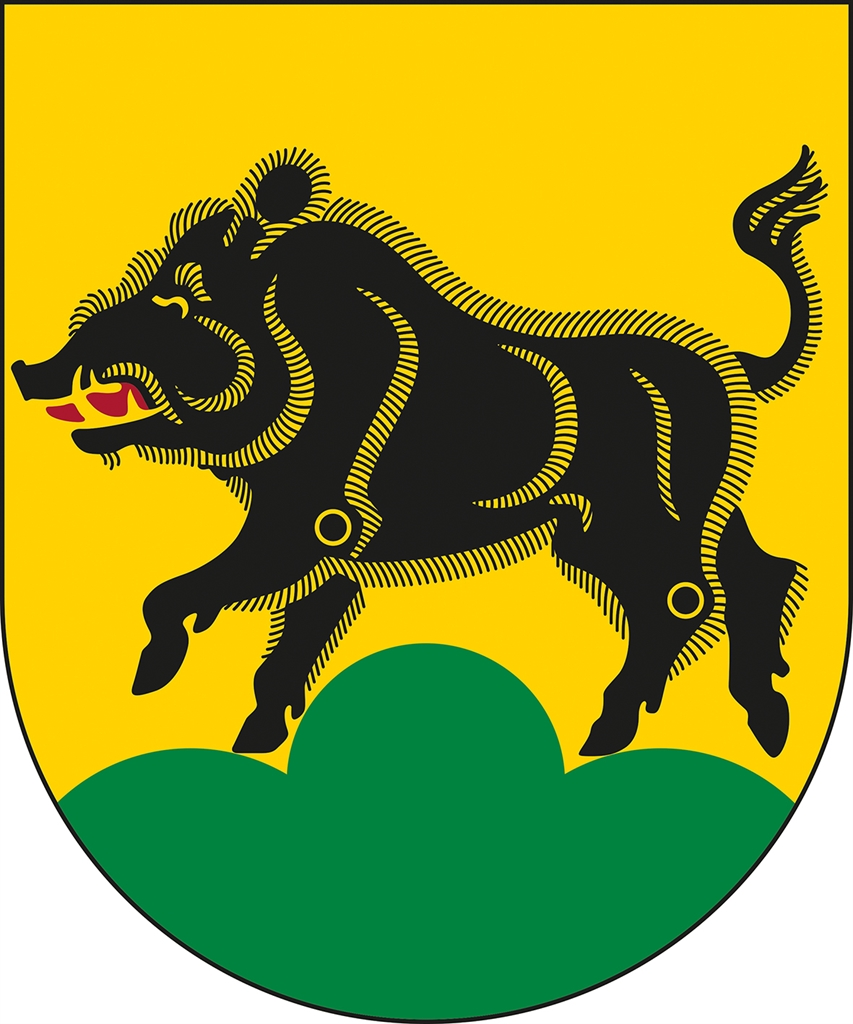
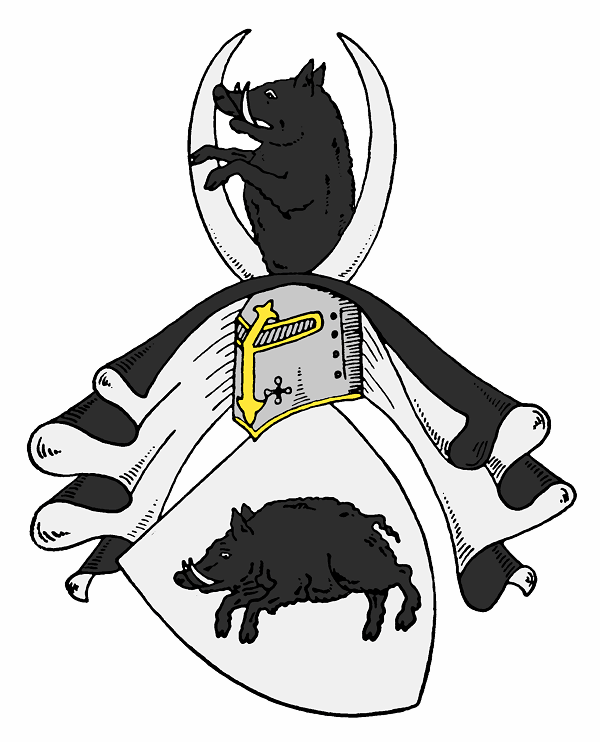
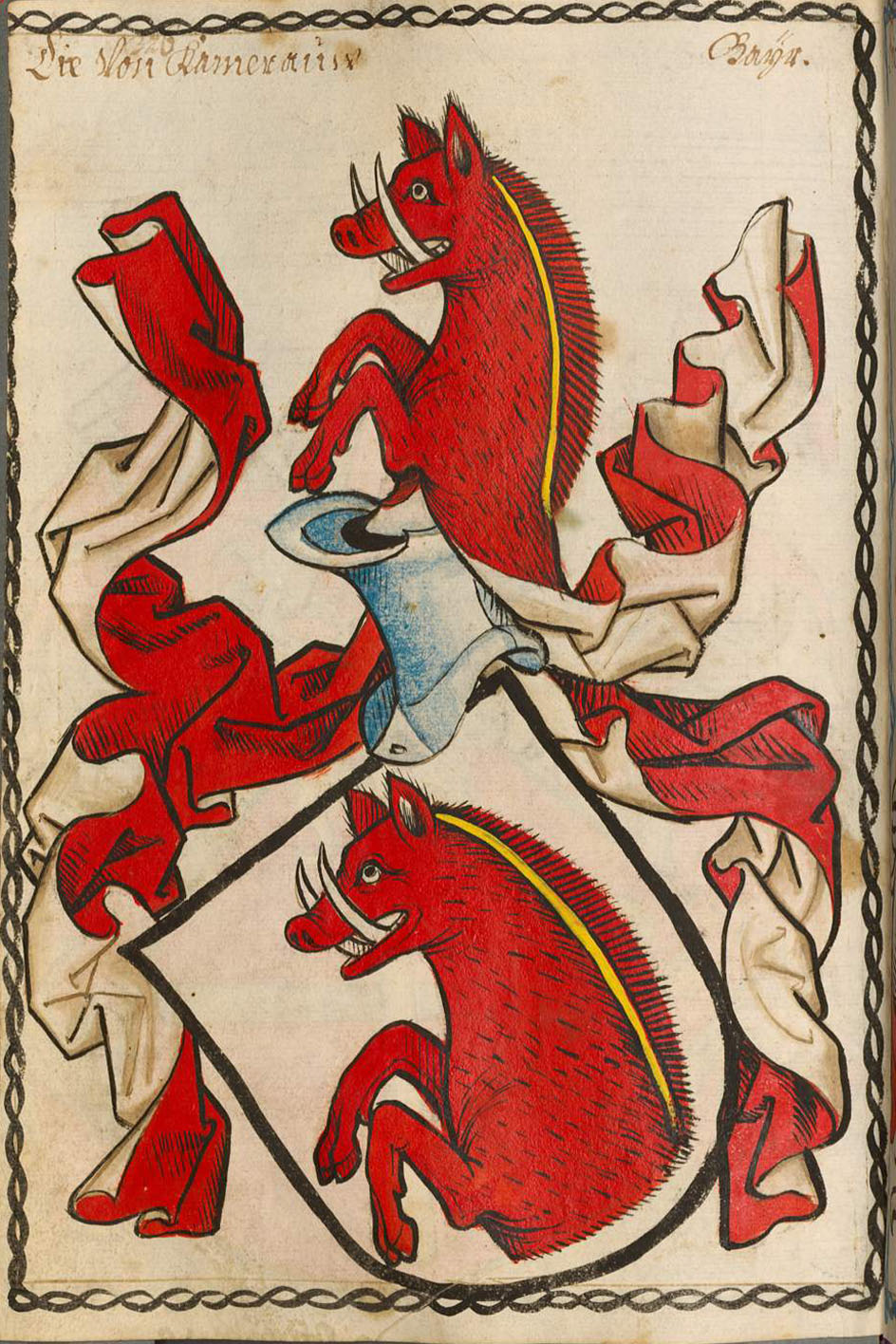
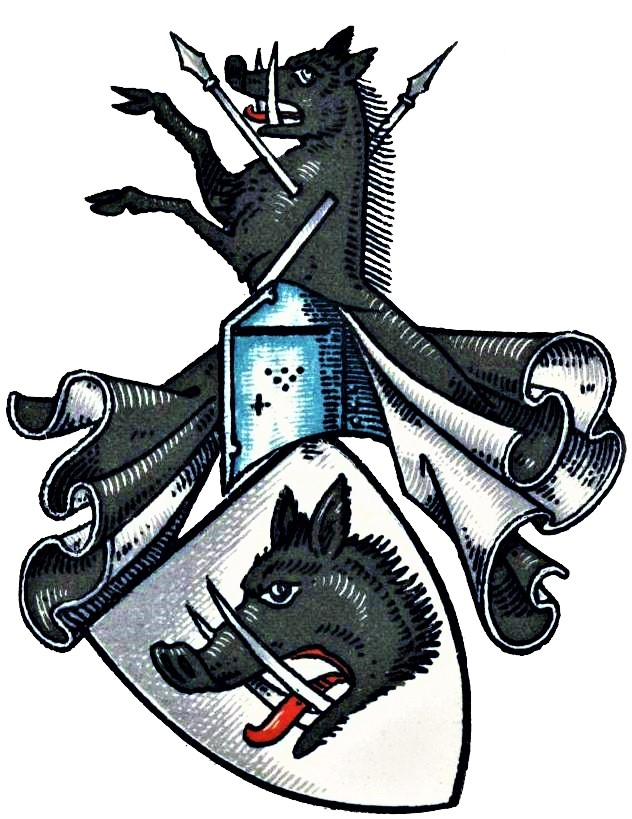
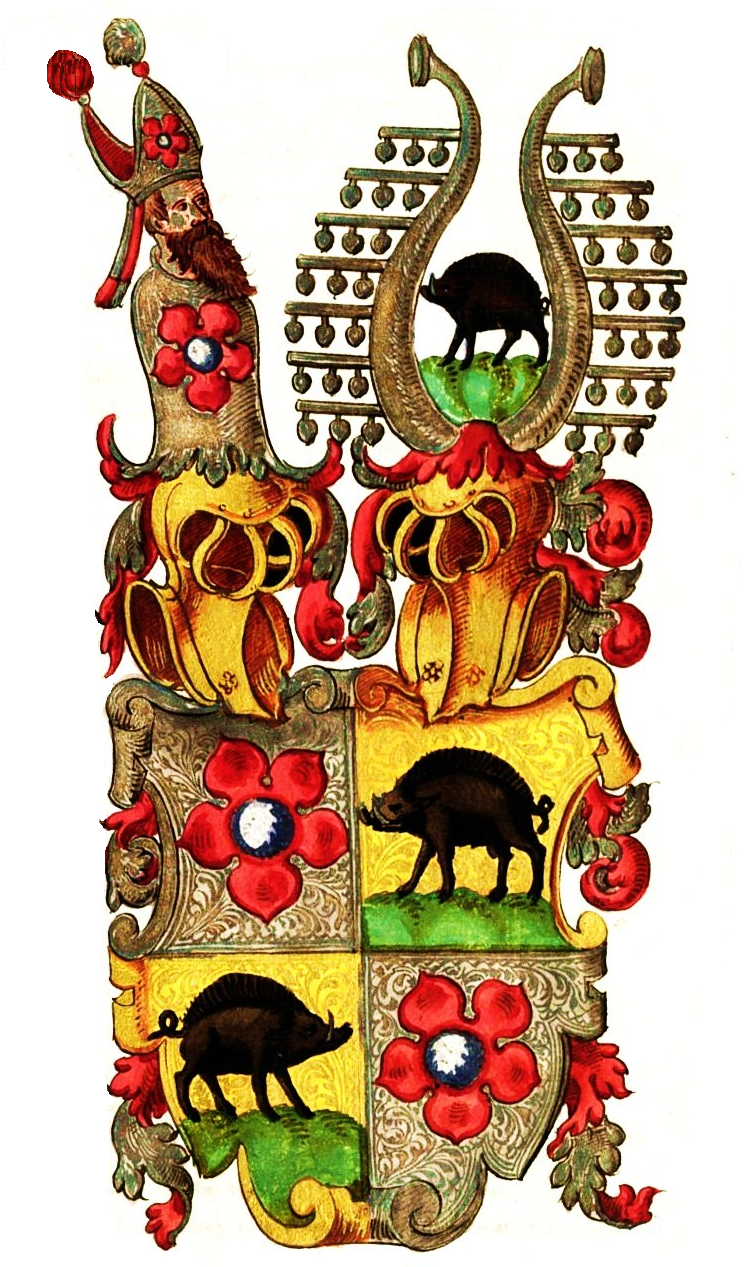
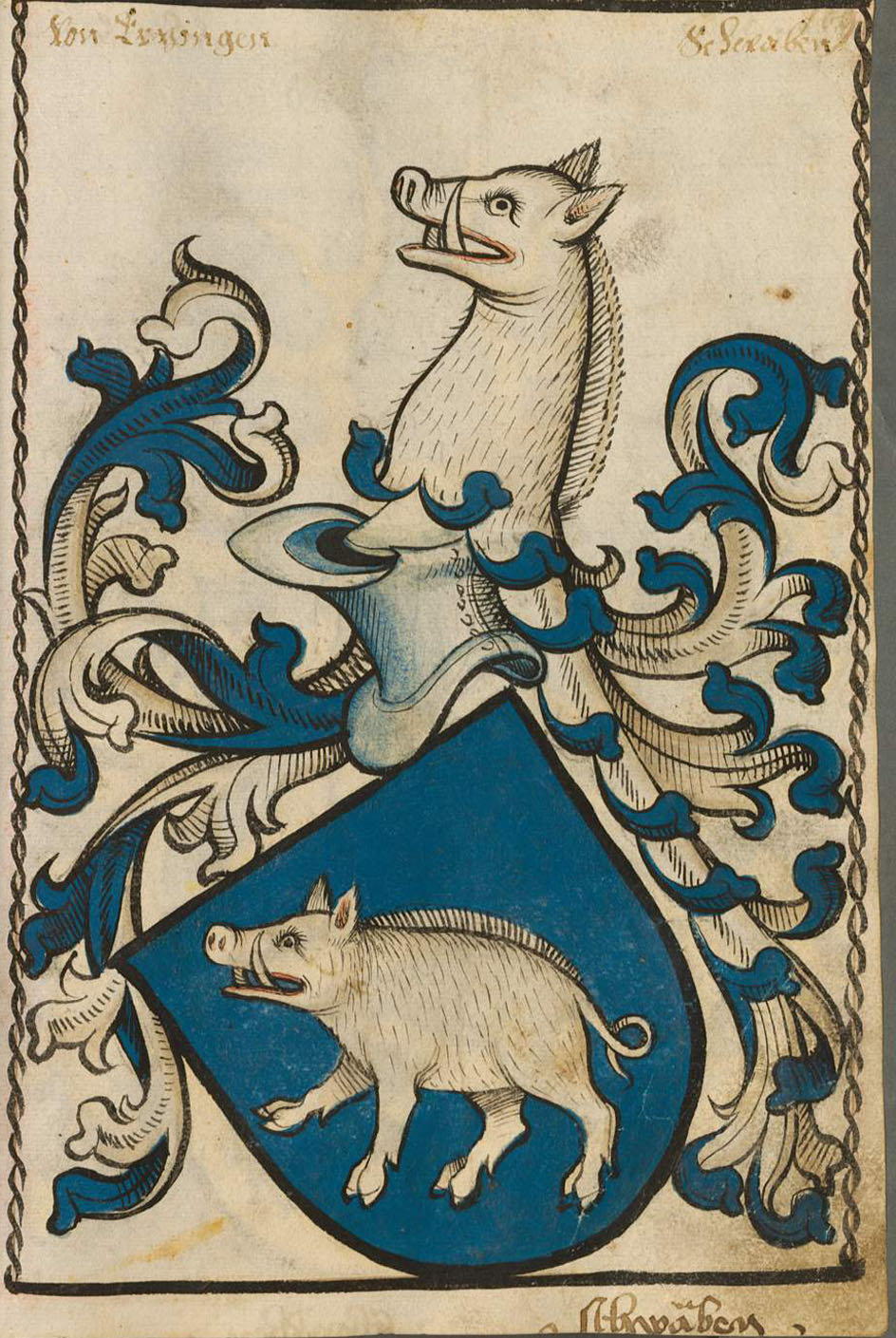
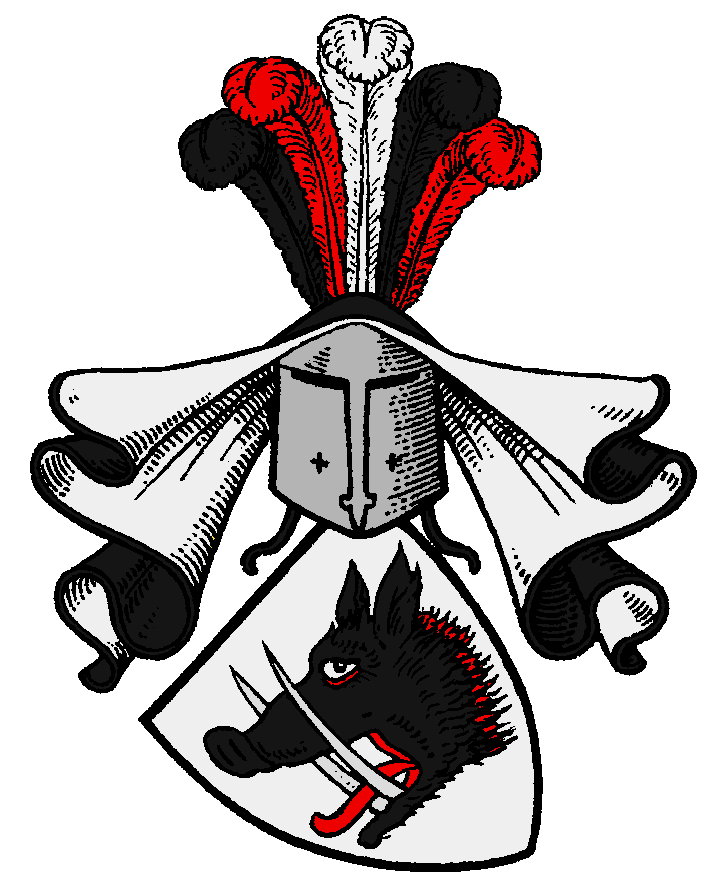
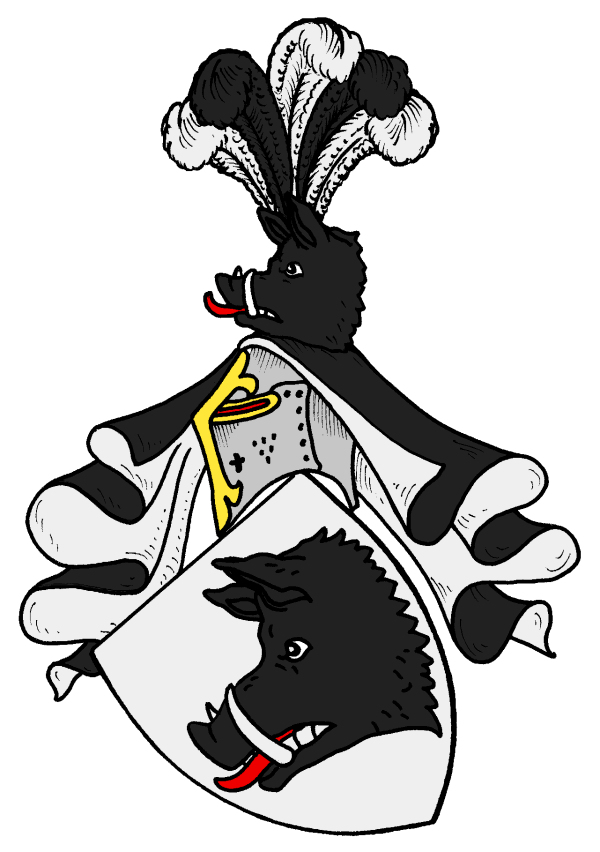
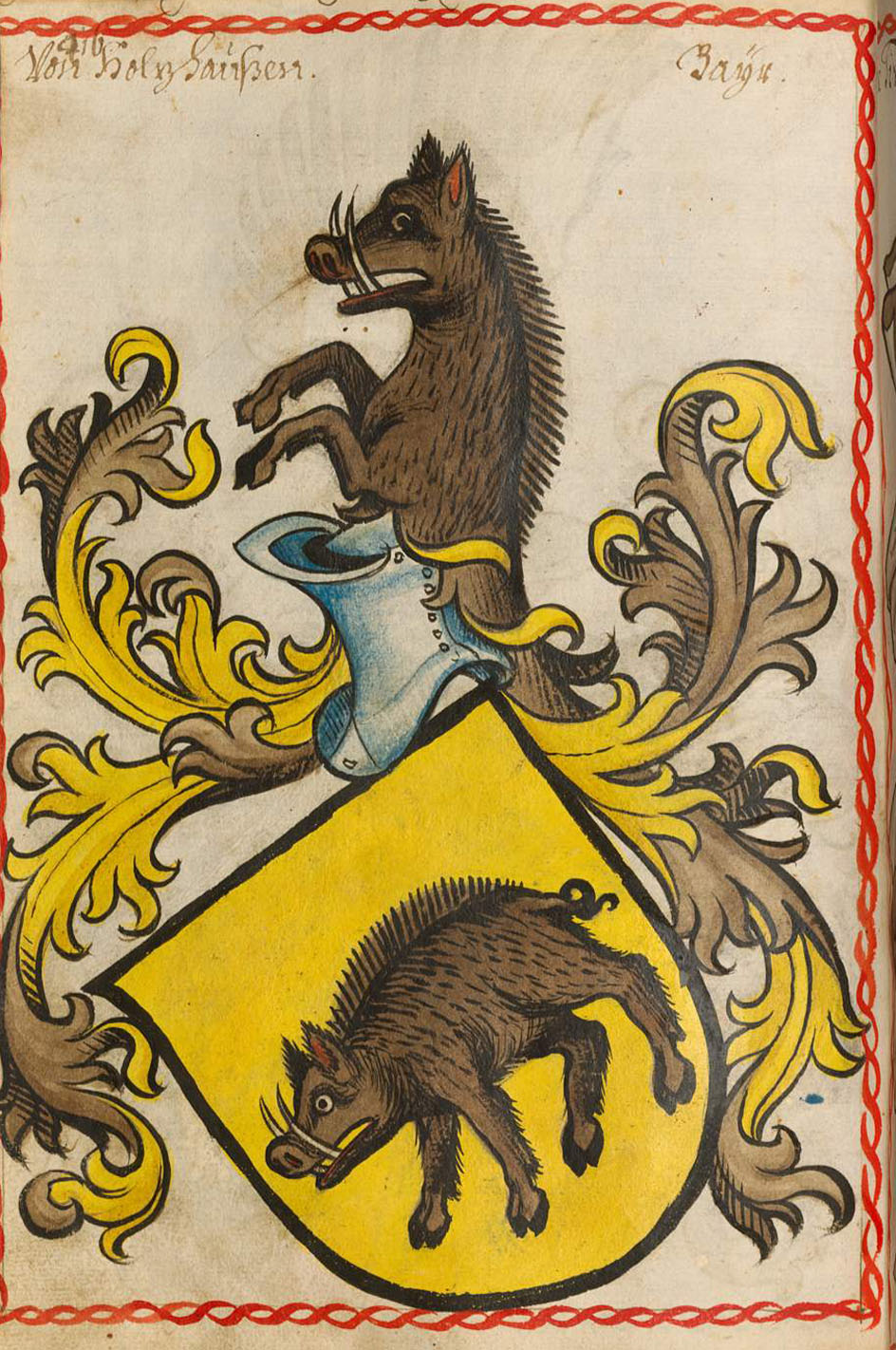
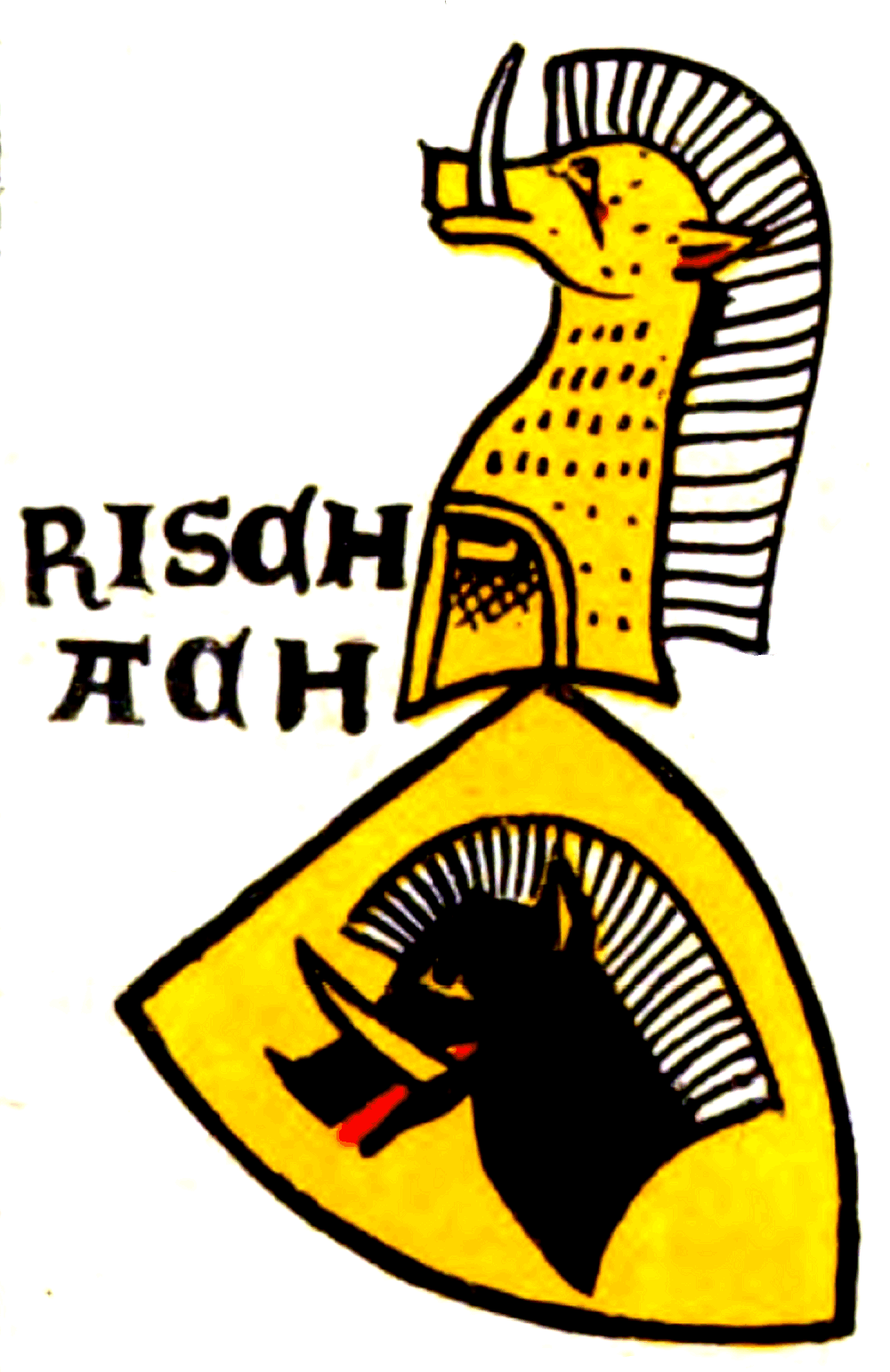
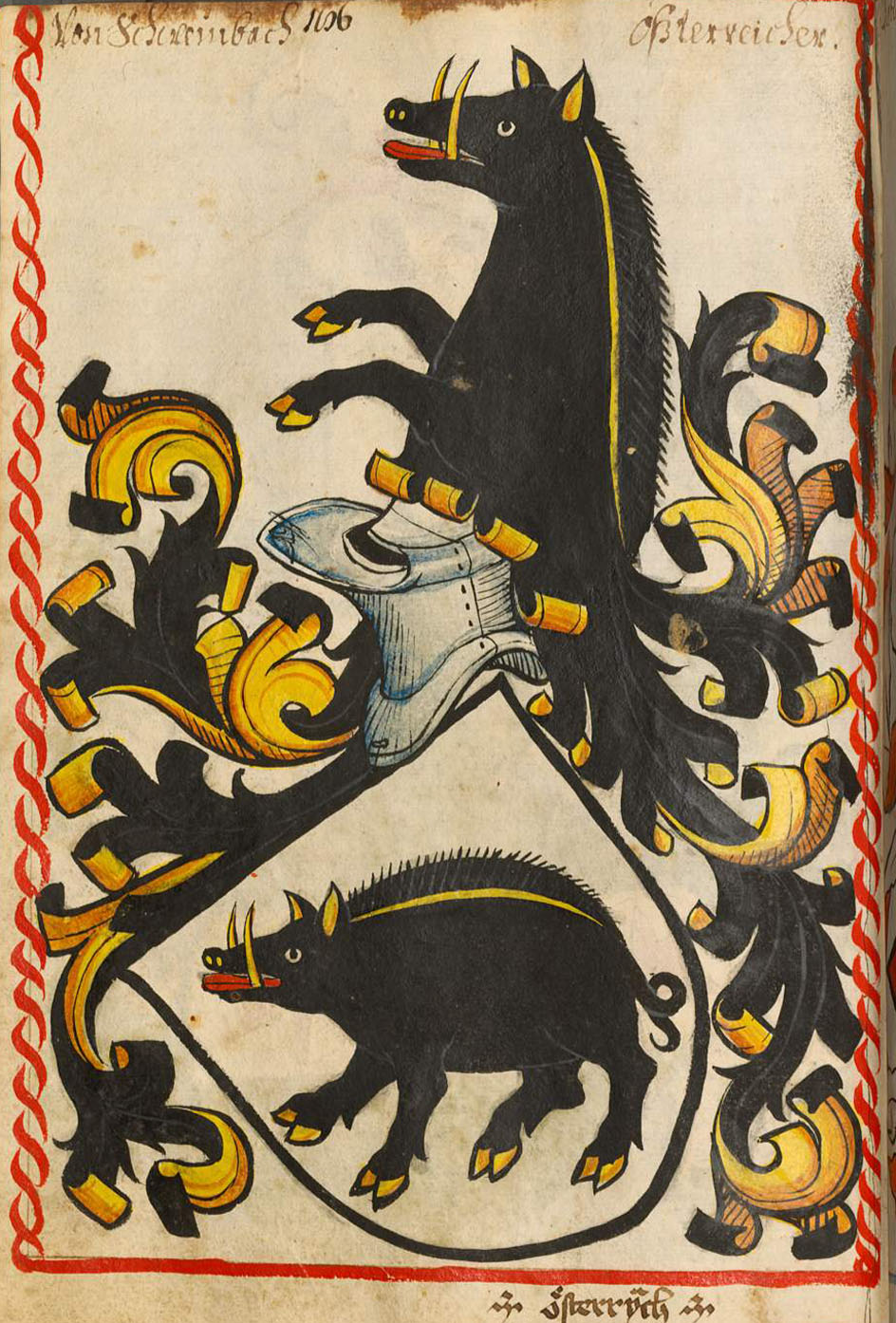
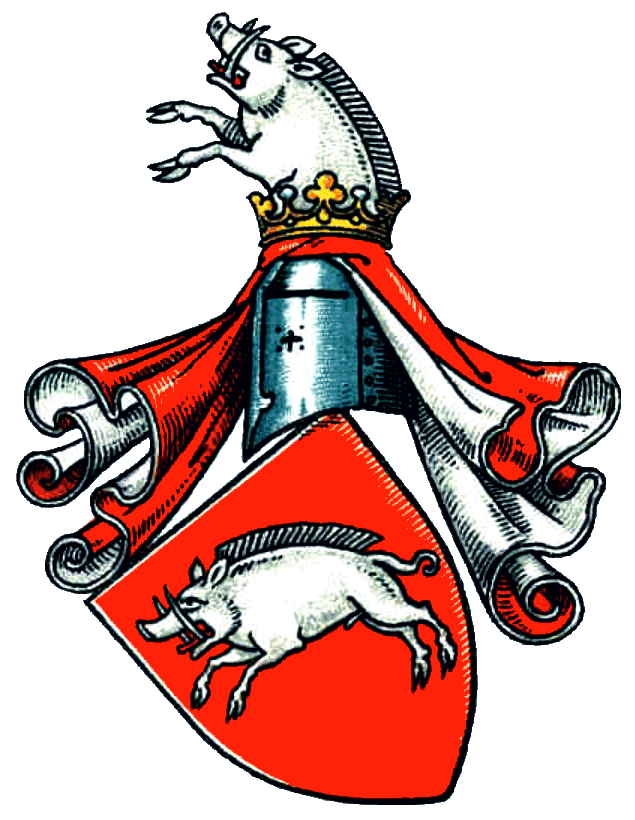
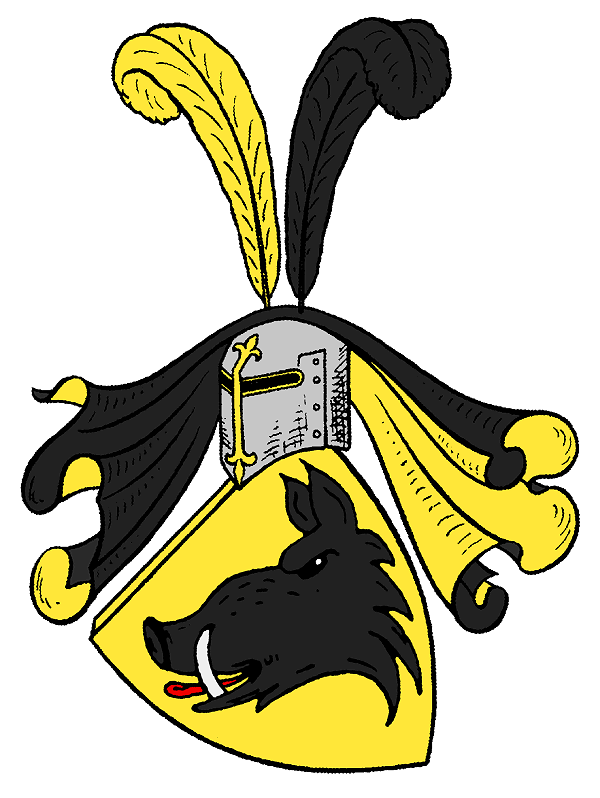
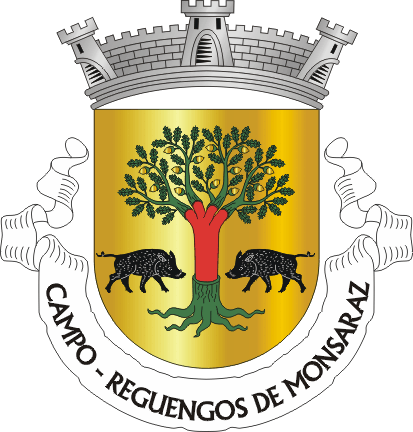
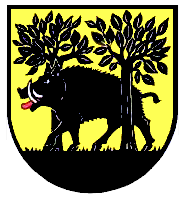
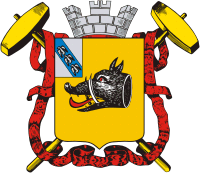
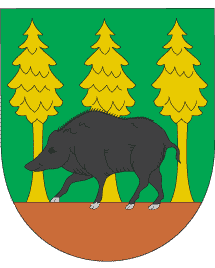
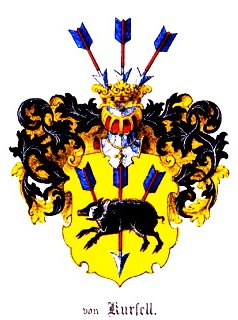
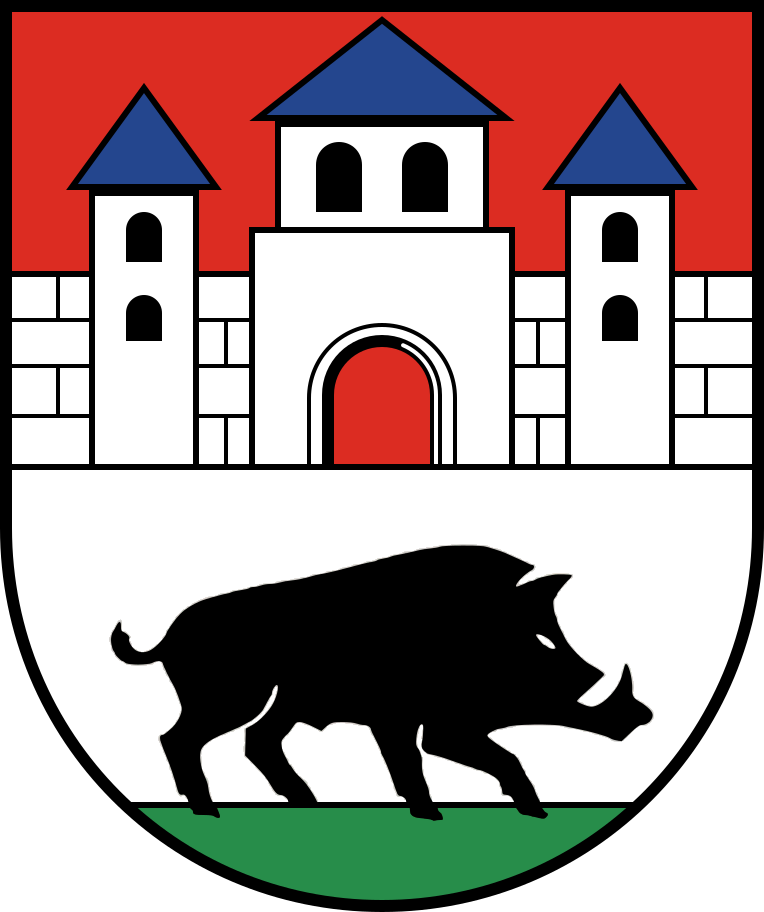